# Ráfol de Salem
Ráfol de Salem (en valenciano y oficialmente, El Ràfol de Salem) es un municipio de la Comunidad Valenciana, España. Perteneciente a la provincia de Valencia, en la comarca del Valle de Albaida. Cuenta con una población de 464 habitantes (INE 2024).

## Geografía

Localización de Ráfol de Salem respecto del Valle de Albaida

Se sitúa en las faldas septentrionales de la Sierra de Benicadell. Su término es de reducida extensión. El relieve lo constituye un glacis terciario que baja de la sierra perdiendo altura a medida que se aproxima hacia el norte.
El medio climático es clima mediterráneo aunque con ligeros rasgos de continentalidad.
Desde Valencia, se accede a esta localidad a través de la A-7 para enlazar con la CV-40 y la CV-60 para finalizar en la CV-614.

### Localidades limítrofes
El término municipal de Ráfol de Salem limita con las siguientes localidades:
Beniatjar, Castellón de Rugat y Salem, todas ellas de la provincia de Valencia.

## Historia
- Las tierras donde se sitúa el Rafol de Salem han estado habitadas desde la prehistoria como lo demuestran diversos restos cerámicos hallados en la serreta (sierra o montaña) del Rafol. Pero como pueblo tiene origen en la época de dominación musulmana, por el tipo de tierras que allí se encontraban: Arcilla. El lugar se denominó el obrador de arcilla que en árabe era conocido como Raf-al-giz y los cristianos Rafalgeps.

## Administración y política
| Periodo   | Nombre                     | Partido |
| --------- | -------------------------- | ------- |
| 1987-1991 | Salvador Hernández Sánchez | PP      |
| 1991-1995 | Salvador Henández Sánchez  | PP      |
| 1995-1999 | José Senabre Guillem       | PP      |
| 1999-2003 | José Senabre Guillem       | PP      |
| 2003-2007 | José Senabre Guillem       | PP      |
| 2007-2011 | José Senabre Guillem       | PP      |
| 2011-2015 | Carolina Mengual Cortell   | PP      |
| 2015-2019 | Carolina Mengual Cortell   | PP      |
| 2019-2023 | Carolina Mengual Cortell   | PP      |

## Demografía
Ráfol de Salem cuenta con una población de 464 habitantes (INE 2024).
| Gráfica de evolución demográfica de Ráfol de Salem entre 1842 y 2021                                                |
| |
| Población de derecho según los censos de población del INE Población de hecho según los censos de población del INE |

## Economía
Su economía se ha basado tradicionalmente en la agricultura (olivos y vid) y en la industria alfarera. Dentro del cultivo de regadío se cosechan maíz, alfalfa, tabaco y hortalizas. El secano, mucho más amplio, se destina fundamentalmente a vid (para vino y para mesa en la variedad Rosetti) y olivos cuyo aceite lo elabora una cooperativa local. El almendro ocupa desde hace años una superficie considerable. La ganadería carece de importancia.
En su término existen buenas canteras de arcilla que han venido suministrando secularmente de materia prima a la floreciente industria en tiempos pasados de tinajas destinadas al envase de aceites y vinos. En los últimos treinta años estas industrias han sufrido una transformación; se han abandonado las tinajas y la reproducción se ha centrado en tejas, ladrillos y otros materiales cerámicos para la construcción.

## Patrimonio
- Iglesia parroquial: Está dedicada a Nuestra Señora de los Ángeles y fue ampliada en 1760.

Cuenta además con una ermita dedicada a San Blas.
Las fiestas patronales han sido cambiadas por votación popular al 4,5 y 6 de agosto.
- El molí de baix: Molino harinero del siglo XVIII que conserva su maquinaria original, restaurado en 2002 actualmente se utiliza como albergue para visitas y estancias escolares.
- El museo del aceite: Situado en la antigua comperativa-almazara que data de los años 50. Conserva toda la maquinaria original para la elaboración del aceite. Recientemente se ha ampliado la colección de maquinaria con utensilios para la elaboración del turrón. Se encuentra junto al nuevo hostal rural.

## Fiestas locales
- Fiestas Patronales.Tienen lugar del 2 de agosto al 8 de agosto en honor al Divino Salvador.
- Fiesta en honor a San Blas el día 3 de febrero, con la representación del milagro de San Blas el domingo anterior a la festividad. El día 3 de febrero se reparte el pan bendecido a todos los personas que se acercan a la localidad de Rafol de Salem después de la Misa, y durante todo el día se cantan los gozos en honor de san Blas desde hace más de 50 años. Durante el día se realizan diversas actividades, exposiciones, talleres, juegos, mercado medieval...

## Otras actividades
- Field Target. Ráfol de Salem colabora con la promoción del Field Target. La Asociación Levantina de Field Target gestiona la organización y actividades del Campo de Field Target de Ráfol de Salem.